# دیولا سابو
دیولا سابو (مجاری: Gyula Szabó؛ ۱۵ ژوئیهٔ ۱۹۳۰ – ۴ آوریل ۲۰۱۴) بازیگر اهل مجارستان بود.
از فیلم‌ها یا برنامه‌های تلویزیونی که وی در آن نقش داشته است، می‌توان به دیروز، تیلز، بلای جان گربه‌ها و ووک اشاره کرد.